# Hey! Say! Jump
Hey! Say! JUMP (em Japonês: ヘイ！セイ！ジャンプ) é um grupo japonês da agência Johnny & Associates originalmente formado por 10 meninos. Hey! Say! refere-se ao fato de todos os membros terem nascido na Era Heisei, JUMP é uma abreviatura de Johnny's Ultra Music Power. Como os seniores da agência Hikaru GENJI e V6, o grupo está dividido em dois subgrupos: Hey! Say! BEST (Boys Excellent Select Team) e Hey! Say! 7 (não pode ser confundido com o grupo temporário com o mesmo nome) que cada um consiste os cinco mais velhos membros e o outro com os cinco mais novos membros, respectivamente. Ryutaro Morimoto deixou o grupo em 2011.

## História

### Começo de 2007: O grupo temporário Hey! Say! 7
Durante um concerto do KAT-TUN em 3 de abril de 2007, os Johnny's Jr Yuya Takaki, Daiki Arioka, Ryosuke Yamada, Yuto Nakajima e Yuuri Chinen foram nomeados para fazerem um grupo chamado Hey! Say! 7. Inicialmente, não falaram do status de temporário, preocupando vários fãs dos grupos Johnny's Jr como J.J. Express, que podia significar que o grupo estava terminando e que Yuya Takaki e Daiki Arioka estivessem permanentemente no grupo.
No dia 16 de junho de 2007, foi anunciado que Hey! Say! 7 lançaria "Hey! Say!" como single no dia 1 de agosto de 2007. A faixa principal do single chamada "Hey! Say!" foi usada como a segunda música de abertura do anime Lovely Complex, e a segunda faixa do single chamada "BON BON" foi usada como a segunda música de encerramento do mesmo anime.  O single vendeu 120,520 cópias na primeira semana de lançamento, fazendo que o grupo seja o grupo de meninos mais jovens à chegarem no topo da lista de singles da Oricon.

### Final de 2007: A estréia do grupo Hey! Say! JUMP
No dia 24 de setembro de 2007, Johnny & Associates anunciaram a formação do grupo Hey! Say! JUMP, o maior grupo da agência em toda a sua história. Os cinco membros do Hey! Say! 7 juntaram com os Johnny's Jrs Kota Yabu, Kei Inoo, Hikaru Yaotome, Keito Okamoto e Ryutaro Morimoto, e o grupo de 10 membros foi divido em dois subgrupos, com cinco pessoas, de acordo com cada idade. E também foi anunciado que eles fariam a sua estréia no dia 14 de novembro de 2007 com o single "Ultra Music Power", que foi usado como música tema da Copa do Mundo de Voleibol de 2007.

### 2008—2009: Um ano sem lançamentos
Foi decidido em março que o grupo apoiaria o 40th Spring National High School Volleyball Tournament, também chamado de Harukou, com a música "Jounetsu JUMP" que não teve lançamento de single.
No dia 15 de abril foi anunciado que o grupo foi chamado para apoiar o Women's World Olympic Qualification Tournament com a música tema chamada "Dreams come true" que foi lançada como single no dia 21 de maio de 2008.
Em julho de 2008, foi anunciado que o grupo lançaria seu terceiro single chamado "Your Seed" que foi usada como música tema da versão japonesa do filme de animação Kung Fu Panda.
Em outubro de 2008, o grupo lançou seu quarto single chamado "Mayonaka no Shadow Boy", que foi usada como música tema do dorama Scrap Teacher estrelando os membros Ryosuke Yamada, Yuto Nakajima, Daiki Arioka e Yuuri Chinen.
O show que aconteceu no dia 5 de janeiro de 2009 no Yokohama Arena virou DVD chamado Hey! Say! Jump-ing Tour '08-'09  e foi lançado no dia 29 de abril de 2009. Depois deste DVD, nada mais foi lançado pelo grupo naquele ano.
Chegando no final de 2009, foi anunciado que o grupo lançaria seu quinto single "Hitomi no Screen" no dia 24 de fevereiro de 2010. O single ficou no topo da lista semanal da Oricon com 202 000 cópias vendidas.

### 2010: O primeiro álbum
No dia 4 de maio de 2010, foi anunciado que eles lançariam o seu primeiro álbum chamado "JUMP NO.1" no dia 7 de julho de 2010. O álbum vendeu 156 000 cópias na primeira semana de lançamento ficando em primeiro lugar na lista da Oricon dos álbuns mais vendidos da semana e, na mesma semana, ficando em terceiro lugar dos álbuns mais vendidos do mundo.
Um mês depois do lançamento do primeiro álbum, o Hey! Say! JUMP anunciou o lançamento do terceiro DVD para o dia 15 de setembro do tour Hey! Say! 2010 Ten JUMP que aconteceu no dia 16 de maio de 2010 em Osaka.
Em novembro do mesmo ano, foi anunciado a turnê de inverno Hey! Say! JUMP WINTER CONCERT 2010-2011 que aconteceu em três cidades diferentes. E também foi anunciado o sexto single do grupo com o nome "Arigato" -Sekai no Doko ni Itemo- que lançaria no dia 15 de dezembro de 2010.
Em dezembro de 2010, foi anunciado que o Hey! Say! JUMP lançaria o quarto DVD ao vivo de sua apresentação no SUMMARY, que ocorreu em julho e agosto de 2010 no JCB Hall no dia 12 de janeiro de 2011. Foi a segunda vez que o grupo apresentou o SUMMARY, mas essa foi a primeira vez que lançaram o DVD da apresentação.
Durante a turnê de inverno do Hey! Say! JUMP no Yokohama Arena, alguma coisa pegou fogo durante o MC. O incêndio foi localizado no teto da Arena. O grupo confortou o público que estava assustado dizendo “Nós vamos proteger vocês!” e “Não se preocupem, vocês estarão salvos”. Há comentários que foram as luzes que causaram o incêndio. Ninguém ficou ferido.
Em maio de 2011, foi anunciado que o grupo lançaria seu sétimo single, chamado OVER, no dia 29 de junho do mesmo ano. Um dia antes do lançamento do single, fotos do membro Ryutaro Morimoto fumando foi publicado na revista Shunkan Josei, e com isto, por ser menor de idade, as participações dele no grupo foram suspensas.

## Membros
| Hey! Say! 7                  | Hey! Say! BEST |
| ---------------------------- | -------------- |
| Ryosuke Yamada               | Kota Yabu      |
| Yuuri Chinen                 | Kei Inoo       |
| Yuto Nakajima                | Daiki Arioka   |
| Keito Okamoto (ex-membro)    | Yuya Takaki    |
| Ryutaro Morimoto (ex-membro) | Hikaru Yaotome |

## Discografia
| - 2007: Ultra Music Power - 2008: Dreams Come True - 2008: Your Seed/ Bouken Rider - 2008: Mayonaka no Shadow Boy - 2010: Hitomi no Screen - 2010: Arigatou ~Sekai no Doko ni Ite mo~ - 2011: Over - 2011: Magic Power - 2012: Super Delicate - 2013: Come On A My House - 2013: Ride With Me - 2014: AinoArika / Aisureba Motto Happy Life - 2014: Weekender / Asu e No YELL - 2015: Koro Sensation - 2015: Chau# / Wo I Need You - 2015: Kimi Attraction - 2016: Sayonara Sensation - 2016: Maji sunshine - 2016: Fantastic Time - 2016: Give Me Love - 2017: Over The Top - 2017: Precious Girl/Are You There - 2017: White Love - 2018: Mae Wo Muke - 2018: Cosmic☆Human - 2019: Lucky-Unlucky / Oh! My Darling - 2019: Ai Dake Ga Subete / What Do You Want? - 2019: Fanfare! | - 2010: Jump No.1 - 2012: Jump World - 2014: S3ART - 2015: JUMPing CAR - 2016: DEAR. - 2018: SENSE Or LOVE - 2019: PARADE - 2008: Debut & First Concert Ikinari! in Tokyo Dome - 2009: Hey! Say! JUMP-ing Tour '08-'09 - 2010: Hey! Say! 2010 TEN JUMP - 2011: SUMMARY 2010 - 2012: SUMMARY 2011 in DOME - 2012: JUMP WORLD 2012 - 2013: Zenkoku e JUMP Tour 2013 - 2015: Hey! Say! JUMP LIVE TOUR 2014 smart - 2016: Hey! Say! JUMP LIVE TOUR 2015 JUMPing CARnival |

## Atividades do grupo

### Programas de Televisão
- Bakushō Hyappun Terebi Heisei Families (爆笑100分テレビ!平成ファミリーズ) - Ryosuke Yamada, Yuto Nakajima, Ryutaro Morimoto (2007-2008)
- Hi! Hey! Say! - Kota Yabu, Hikaru Yaotome (2007-2010)
- Jikuukan Sedai Batoru Shōwa x Heisei Sho wa Hey! Say! (時空間☆世代バトル 昭和×平成 SHOWはHey! Say!) - Ryosuke Yamada, Yuto Nakajima, Ryutaro Morimoto (2008-2009)
- School Kakumei! (スクール革命!) - Ryosuke Yamada, Yuuri Chinen, Hikaru Yaotome (2009 - presente)
- Shūmatsu YY JUMPing (週末YY JUMPing) - Kota Yabu, Hikaru Yaotome (2010 - 2011)
- Shōnen Club (ザ少年倶楽部, Za Shōnen Kurabu) (2007 - 2014)
- Yan Yan JUMP  (ヤンヤンJUMP) (2011 - 2013)
- Itadaki High JUMP (いただきハイジャンプ) - Todos os membros (2015 - presente)
- Little Tokyo Life (リトルトーキョーライフ) - Todos os membros (2014 - presente)

### Programas de rádio
- Hey! Say! 7 Ultra Power - Hey! Say! 7
- JUMP da Babe! - Takaki Yuya e Arioka Daiki

### Turnês
- JOHNNYS'Jr. Hey Say 07 in YOKOHAMA ARENA (24/09/2007)
- Hey! Say! JUMP Debut & First Concert Ikinari! in Tokyo Dome (22/12/2007)
- Hey! Say! JUMP Spring Concert 2008 (04/04/2008 - 06/04/2008 & 03/05/2008 - 06/05/2008)
- SUMMARY 2008 (02/08/2008 - 05/09/2008)
- Hey! Say! Jump-ing Tour 08~09 (20/12/2008 - 05/01/2009)
- Hey! Say! Jump Spring Concert 2009 (21/03/2009 - 25/03/2009 & 31/03/2009 - 04/05/2009)
- Hey! Say! JUMP SUMMER CONCERT 09 (25/07/2009 - 27/08/2009)
- Hey! Say! JUMP CONCERT TOUR 2009-2010 (19/12/2009 - 06/01/2010)
- Hey! Say! JUMP Spring Concert 2010 (02/04/2010 - 16/05/2010)
- SUMMARY 2010 (19/07/2010 - 29/08/2010)
- Hey! Say! JUMP WINTER CONCERT 2010-2011 (25/12/2010 - 16/01/2011)
- Hey! Say! JUMP & Yuuki 100％ Concert with NYC (April 10, 2011 - May 29, 2011)
- Johnny's Theater "Summary" 2011 (August 7, 2011 - September 25, 2011)
- Hey! Say! JUMP New Year Concert 2012 (January 2–7, 2012)
- Hey! Say! JUMP Asia First Tour 2012 (March 24, 2012 — June 24, 2012)
- Hey! Say! JUMP Zenkoku e JUMP Tour 2013 (April 13, 2013 - August 23, 2013)
- Hey! Say! JUMP S3ART (Live With Me live in Tokyo Dome) Concert 2014 (May 10–11, 2014)
- Hey! Say! JUMP JUMPing CARnival Concert 2015
- Hey! Say! JUMP LIVE TOUR 2016 DEAR. (July 28, 2016 - November 03, 2016)

## Prêmios
- 22nd Japan Gold Disc Awards: Best 10 New Singles and Best 10 New Artists
- Single of Oricon year 2008: Mayonaka no Shadow Boy (1º lugar)
- Single of Oricon year 2008: Your Seed / Bouken Rider (4º lugar)